# Sinatrukes I.

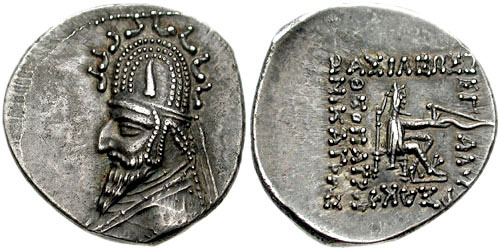
Münze des Sinatrukes

Sinatrukes war ein parthischer König (* um 157 v. Chr.; † 71/70 v. Chr.), der von 78/77 bzw. wahrscheinlicher 76/75 v. Chr. (die Chronologie seines Regierungsantritts ist aufgrund der schwierigen Quellenlage umstritten) bis 71/70 v. Chr. regierte. 
Wenig ist über diese Periode parthischer Geschichte bekannt. Möglicherweise war er ein Bruder Phraates’ II. Sein Nachfolger war sein Sohn Phraates III. Sinatrukes soll von den Skythen (bzw. den Steppenvölkern in Zentralasien, die die parthische Nordostgrenze bedrohten) auf den Thron gesetzt worden sein und war 80 Jahre alt, als er den Thron bestieg. Er weigerte sich, Mithridates VI. von Pontus im Kampf gegen Rom zu helfen, als dieser um Hilfe bat.